# روزالي أبيلا
روزالي أبيلا هي محامية وقاضية كندية، ولدت في 1 يوليو 1946 في شتوتغارت في ألمانيا.